# شهرستان راز و جرگلان
شهرستان راز و جرگلان یکی از شهرستان‌های استان خراسان شمالی ایران است. مرکز این شهرستان، شهر راز است.
این شهرستان در تاریخ ۲۹ آذر ۱۳۹۱ از شهرستان بجنورد جدا شد و مستقل گردید.

## موقعیت جغرافیایی
شهرستان راز و جرگلان از شرق تا غرب با مرز ترکمنستان، از جنوب با شهرستان مانه و از جنوب شرقی با شهرستان بجنورد همسایه است.

## تقسیمات کشوری
شهرستان راز و جرگلان دارای ۳ بخش، ۶ دهستان و ۳ شهر به شرح زیر است:

### شهرستان راز و جرگلان
| بخش    | مرکز بخش | جمعیت بخش ۱۳۹۵ | نام دهستان | مرکز دهستان | جمعیت دهستان ۱۳۹۵ | شهر     | جمعیت شهر ۱۳۹۵ |
| ------ | -------- | -------------- | ---------- | ----------- | ----------------- | ------- | -------------- |
| مرکزی  | راز      | ۱۹٬۵۵۹ نفر     | باغلق      | باغلق       | ۸٬۹۰۹ نفر         | راز     | ۵٬۰۲۹ نفر      |
| مرکزی  | راز      | ۱۹٬۵۵۹ نفر     | راز        | راز         | ۵٬۶۲۱ نفر         | راز     | ۵٬۰۲۹ نفر      |
| جرگلان | یکه‌سعود  | ۲۷٬۹۶۷ نفر     | جرگلان     | یکه‌سعود     | ۱۲٬۸۵۷ نفر        | یکه‌سعود | ۵٬۲۸۴ نفر      |
| جرگلان | یکه‌سعود  | ۲۷٬۹۶۷ نفر     | حصارچه     | حصارچه بالا | ۹٬۸۲۶ نفر         | یکه‌سعود | ۵٬۲۸۴ نفر      |
| غلامان | غلامان   | ۱۱٬۶۸۴ نفر     | راستقان    | راستقان     | ۶٬۴۸۱ نفر         | غلامان  | ۲٬۸۶۷ نفر      |
| غلامان | غلامان   | ۱۱٬۶۸۴ نفر     | غلامان     | غلامان      | ۲٬۳۳۶ نفر         | غلامان  | ۲٬۸۶۷ نفر      |

## جمعیت

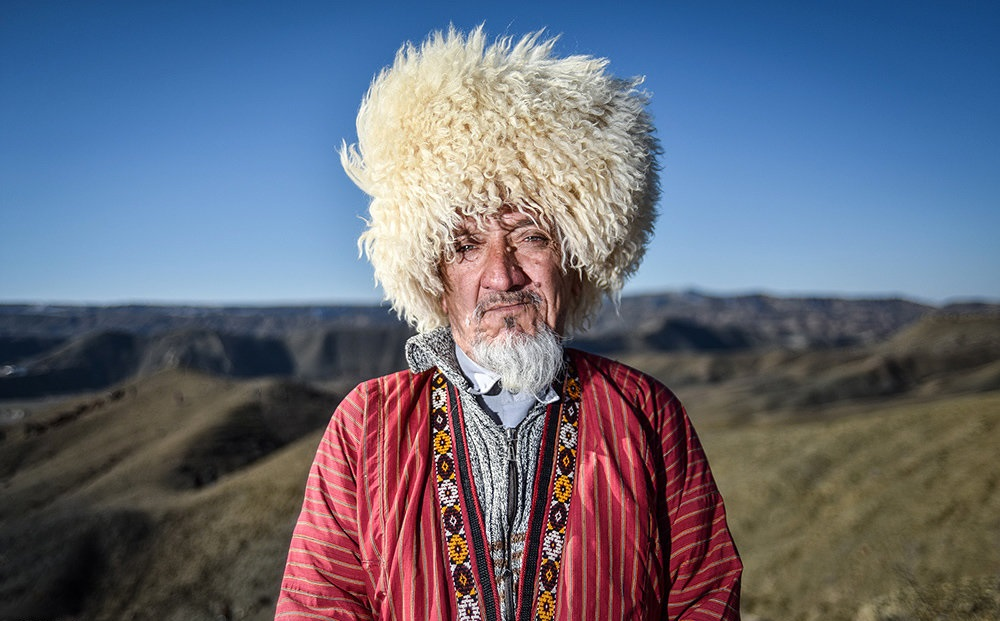
یک مرد ترکمن از اهالی بخش راز و جرگلان، ۲۰۱۷

بر پایه سرشماری عمومی نفوس و مسکن در سال ۱۳۹۵، جمعیت شهرستان راز و جرگلان برابر با ۵۹٬۲۱۰ نفر بوده است.